# Dipturus confusus
Dipturus confusus är en rockeart som beskrevs av Last 2008. Dipturus confusus ingår i släktet Dipturus och familjen egentliga rockor. Inga underarter finns listade i Catalogue of Life.